# Elecciones municipales de Huancayo de 1998
Las elecciones municipales de Huancayo de 1998 se llevaron a cabo el 11 de octubre de 1998 para elegir al alcalde y al Concejo Provincial de Huancayo para el periodo 1999-2002. La elección se celebró simultáneamente con elecciones municipales (provinciales y distritales) en todo el Perú.

## Sistema electoral
La Municipalidad Provincial de Huancayo es el órgano administrativo y de gobierno de la provincia de Huancayo. Está compuesta por el alcalde y el Concejo Provincial.
La votación del alcalde y el concejo se realiza en base al sufragio universal, que comprende a todos los ciudadanos nacionales mayores de dieciocho años, empadronados y residentes en la provincia de Huancayo y en pleno goce de sus derechos políticos, así como a los ciudadanos no nacionales residentes y empadronados en la provincia de Huancayo.
El Concejo Provincial de Huancayo está compuesto por 13 regidores elegidos por sufragio directo para un período de cuatro (4) años, en forma conjunta con la elección del alcalde (quien lo preside). La votación es por lista cerrada y bloqueada. Para que una lista sea proclamada ganadora debe obtener más del 20% de los votos válidos; en caso ninguna lista logre ese porcentaje, los dos listas más votadas participan en una segunda vuelta o balotaje. Se asigna a la lista ganadora los escaños según el método d'Hondt o la mitad más uno, lo que más le favorezca.

## Composición del Concejo Provincial de Huancayo
La siguiente tabla muestra la composición del Concejo Provincial de Huancayo antes de las elecciones.
| Partidos | Partidos                                              | Regidores |
| -------- | ----------------------------------------------------- | --------- |
|          | Acción Popular                                        | 10        |
|          | Lista Independiente N° 5 Vamos Huancayo               | 4         |
|          | Lista Independiente N° 3 Frente Vecinal Independiente | 3         |
|          | Lista Independiente N° 7 Fuerza 95                    | 2         |

## Partidos y candidatos
A continuación se muestra una lista de los principales partidos y alianzas electorales que participan en las elecciones:
| Candidatura | Candidatura | Partidos y alianzas                                      | Candidatos | Candidatos                 | Ideología                                     | Resultado previo | Resultado previo | Ref. |
| Candidatura | Candidatura | Partidos y alianzas                                      | Candidatos | Candidatos                 | Ideología                                     | Votos (%)        | Reg.             | Ref. |
| ----------- | ----------- | -------------------------------------------------------- | ---------- | -------------------------- | --------------------------------------------- | ---------------- | ---------------- | ---- |
|             | AP          | Lista - Acción Popular (AP)                              |            | Sin información disponible | Humanismo Nacionalismo cívico Reformismo      | 27.39%           | 10               |      |
|             | APRA        | Lista - Partido Aprista Peruano (APRA)                   |            | Sin información disponible | Aprismo                                       | Nuevo            | Nuevo            |      |
|             | UPP         | Lista - Unión por el Perú (UPP)                          |            | Sin información disponible | Socioliberalismo Progresismo Socialdemocracia | Nuevo            | Nuevo            |      |
|             | VV          | Lista - Movimiento Independiente Vamos Vecino (VV)       |            | Sin información disponible | Fujimorismo                                   | Nuevo            | Nuevo            |      |
|             | SP          | Lista - Movimiento Independiente Somos Perú (SP)         |            | Sin información disponible | Democracia cristiana Conservadurismo social   | Nuevo            | Nuevo            |      |
|             | IND         | Lista - Lista Independiente Frente Vecinal Independiente |            | Dimas Aliaga Castro        | Localismo huancaíno                           | Nuevo            | Nuevo            |      |
|             | IND         | Lista - Lista Independiente Vamos Huancayo               |            | Sin información disponible | Localismo huancaíno                           | Nuevo            | Nuevo            |      |
|             | IND         | Lista - Lista Independiente Renacimiento Andino          |            | Sin información disponible | Localismo huancaíno                           | Nuevo            | Nuevo            |      |

## Resultados

### Sumario general
|                        |                                                  |              |              |              |           |           |
| Partidos y coaliciones | Partidos y coaliciones                           | Voto popular | Voto popular | Voto popular | Regidores | Regidores |
| Partidos y coaliciones | Partidos y coaliciones                           | Votos        | %            | ±pp          | Total     | +/−       |
|                        | Lista Independiente Frente Vecinal Independiente | 91,011       | 53.65        | n/a          | 9         | +9        |
|                        | Acción Popular (AP)                              | 32,125       | 18.94        | –8.45        | 3         | –7        |
|                        | Movimiento Independiente Somos Perú (SP)         | 16,358       | 9.64         | Nuevo        | 1         | +1        |
|                        | Movimiento Independiente Vamos Vecino (VV)       | 8,359        | 4.93         | Nuevo        | 0         | ±0        |
|                        | Unión por el Perú (UPP)                          | 7,637        | 4.50         | Nuevo        | 0         | ±0        |
|                        | Lista Independiente Vamos Huancayo               | 6,393        | 3.77         | n/a          | 0         | ±0        |
|                        | Partido Aprista Peruano (APRA)                   | 4,232        | 2.49         | n/a          | 0         | ±0        |
|                        | Lista Independiente Renacimiento Andino          | 3,527        | 2.08         | n/a          | 0         | ±0        |
|                        |                                                  |              |              |              |           |           |
| Total                  | Total                                            | 169,642      |              |              | 13        | –6        |
|                        |                                                  |              |              |              |           |           |
| Votos válidos          | Votos válidos                                    | 169,642      | 85.17        | +3.55        |           |           |
| Votos en blanco        | Votos en blanco                                  | 13,165       | 6.61         | –0.37        |           |           |
| Votos nulos            | Votos nulos                                      | 16,383       | 8.22         | –3.18        |           |           |
| Votos emitidos         | Votos emitidos                                   | 199,190      | 76.50        | +4.72        |           |           |
| Abstenciones           | Abstenciones                                     | 61,187       | 23.50        | –4.72        |           |           |
| Votantes registrados   | Votantes registrados                             | 260,377      |              |              |           |           |
|                        |                                                  |              |              |              |           |           |
| Fuente:                |                                                  |              |              |              |           |           |

### Consejo Provincial de Huancayo
| Cargo                           | Autoridad electa           | Partido político | Partido político                    |
| ------------------------------- | -------------------------- | ---------------- | ----------------------------------- |
| Alcalde Provincial de Huancayo  | Dimas Aliaga Castro        |                  | Frente Vecinal Independiente        |
| Regidor Provincial de Huancayo  | Carlos Visag Berrospi      |                  | Frente Vecinal Independiente        |
| Regidor Provincial de Huancayo  | Héctor Melgar Salazar      |                  | Frente Vecinal Independiente        |
| Regidora Provincial de Huancayo | Virginia Salinas Rodríguez |                  | Frente Vecinal Independiente        |
| Regidor Provincial de Huancayo  | Artemio Alcántara Berrospi |                  | Frente Vecinal Independiente        |
| Regidor Provincial de Huancayo  | Jorge Chambergo Porta      |                  | Frente Vecinal Independiente        |
| Regidor Provincial de Huancayo  | Apolinario Mayta Inga      |                  | Frente Vecinal Independiente        |
| Regidor Provincial de Huancayo  | Emilio Chávez Salazar      |                  | Frente Vecinal Independiente        |
| Regidor Provincial de Huancayo  | Raúl Montero Paucarchuco   |                  | Frente Vecinal Independiente        |
| Regidor Provincial de Huancayo  | Jorge Beraún Angues        |                  | Acción Popular                      |
| Regidora Provincial de Huancayo | Efraín Huamán Fernández    |                  | Acción Popular                      |
| Regidora Provincial de Huancayo | Marco Soria Herrera        |                  | Acción Popular                      |
| Regidor Provincial de Huancayo  | Esaú Espinoza Cárdenas     |                  | Movimiento Independiente Somos Perú |

## Elecciones municipales distritales

### Sumario general
| Partidos y coaliciones | Partidos y coaliciones                           | Voto popular | Voto popular | Voto popular | Alcaldías | Alcaldías |
| Partidos y coaliciones | Partidos y coaliciones                           | Votos        | %            | ±pp          | Total     | +/−       |
| ---------------------- | ------------------------------------------------ | ------------ | ------------ | ------------ | --------- | --------- |
|                        | Movimiento Independiente Vamos Vecino (VV)       |              |              | Nuevo        | 9         |           |
|                        | Acción Popular (AP)                              |              |              |              | 6         |           |
|                        | Lista Independiente Frente Vecinal Independiente |              |              | n/a          | 5         |           |
|                        | Movimiento Independiente Somos Perú (SP)         |              |              | Nuevo        | 3         |           |
|                        | Unión por el Perú (UPP)                          |              |              | Nuevo        | 2         |           |
|                        | Partido Aprista Peruano (APRA)                   |              |              | n/a          | 0         |           |
|                        | Lista Independiente Vamos Huancayo               |              |              | n/a          | 0         |           |
|                        | Lista Independiente Renacimiento Andino          |              |              | n/a          | 0         |           |
|                        | Listas independientes distritales                |              |              | n/a          | 2         |           |
|                        |                                                  |              |              |              |           |           |
| Total                  | Total                                            |              |              |              | 27        | ±0        |
|                        |                                                  |              |              |              |           |           |
| Votos válidos          |                                                  |              |              |              |           |           |
| Votos en blanco        |                                                  |              |              |              |           |           |
| Votos nulos            |                                                  |              |              |              |           |           |
| Votos impugnados       |                                                  |              |              |              |           |           |
| Votos emitidos         |                                                  |              |              |              |           |           |
| Abstenciones           |                                                  |              |              |              |           |           |
| Votantes registrados   |                                                  |              |              |              |           |           |
|                        |                                                  |              |              |              |           |           |
| Fuente:                |                                                  |              |              |              |           |           |

### Resultados por distrito
La siguiente tabla enumera el control de los distritos de la provincia de Huancayo. El cambio de mando de una organización política se resalta del color de ese partido.
| Distrito                  | Alcalde(sa) titular       | Partido político | Partido político          | Alcalde(sa) electo(a)        | Partido político | Partido político             |
| ------------------------- | ------------------------- | ---------------- | ------------------------- | ---------------------------- | ---------------- | ---------------------------- |
| Carhuacallanga            | Simeón Castro Eulogio     |                  | Lista Independiente N° 15 | Guillermo Briceño Fernández  |                  | Vamos Vecino                 |
| Chacapampa                | Celso Porta Cóndor        |                  | Lista Independiente N° 3  | Celso Porta Cóndor           |                  | Vamos Vecino                 |
| Chicche                   | Matías Camposano Ayllón   |                  | Lista Independiente N° 5  | Liberato Lapa Meza           |                  | Somos Perú                   |
| Chilca                    | Alcides Chamorro Balvín   |                  | Lista Independiente N° 3  | Manuel Barrionuevo Cahuana   |                  | Vamos Vecino                 |
| Chongos Alto              | Severo Chambergo Millán   |                  | Lista Independiente N° 19 | Luz Goyzueta Soto            |                  | Somos Perú                   |
| Chupuro                   | Antonio Salvador Valentín |                  | Lista Independiente N° 25 | Antonio Salvador Valentín    |                  | Vamos Vecino                 |
| Colca                     | Francisco Olivera Aliaga  |                  | Lista Independiente N° 5  | Fortunato Nastares Solís     |                  | Unión por el Perú            |
| Cullhuas                  | Jeremías Olivera Aliaga   |                  | Lista Independiente N° 5  | Jeremías Olivera Aliaga      |                  | Vamos Vecino                 |
| El Tambo                  | Juan Durán Basurto        |                  | Lista Independiente N° 3  | Héctor Melgar Lazo           |                  | Frente Vecinal Independiente |
| Huacrapuquio              | Marcos Balvín Limaymanta  |                  | Lista Independiente N° 5  | Jordan Oroya Marquiño        |                  | Acción Popular               |
| Hualhuas                  | Eddie Chipana Loayza      |                  | Lista Independiente N° 7  | Israel Miguel Zacarías       |                  | Acción Popular               |
| Huancán                   | Justo Adauto Gaspar       |                  | Lista Independiente N° 23 | Florencio Miranda Ticse      |                  | Vamos Vecino                 |
| Huasicancha               | Rubén Hinojosa Jacinto    |                  | Lista Independiente N° 3  | Gregorio Tacunan Zárate      |                  | Acción Popular               |
| Huayucachi                | Modesto Manrique Sinche   |                  | Acción Popular            | Pelayo Vásquez Berrocal      |                  | Frente Vecinal Independiente |
| Ingenio                   | Ignacio Cárdenas Meza     |                  | Lista Independiente N° 5  | Valentín Ponce Papuico       |                  | Vamos Vecino                 |
| Pariahuanca               | Asunción Suárez Suazo     |                  | Acción Popular            | Isidoro Martel Poma          |                  | Somos Perú                   |
| Pilcomayo                 | Carlos Campos Gutarra     |                  | Lista Independiente N° 5  | Luis Gutarra Angulo          |                  | Integración Pilcomaína       |
| Pucará                    | Daniel Díaz Erquinio      |                  | Lista Independiente N° 21 | Daniel Díaz Erquinio         |                  | Vamos Vecino                 |
| Quichuay                  | Emilio Sánchez Garay      |                  | Lista Independiente N° 7  | Ángel Huamanchaqui Córdova   |                  | Acción Popular               |
| Quilcas                   | Rodrigo Rivas Ñaupari     |                  | Lista Independiente N° 21 | Rodrigo Rivas Ñaupari        |                  | Acción y Desarrollo          |
| San Agustín               | Jeremías Capcha Galindo   |                  | Lista Independiente N° 5  | Óscar Peralta Núñez          |                  | Frente Vecinal Independiente |
| San Jerónimo de Tunán     | Jesús Díaz Villacorta     |                  | Lista Independiente N° 21 | Gerardo Solórzano Laureano   |                  | Frente Vecinal Independiente |
| Santo Domingo de Acobamba | Mario Meza Aranda         |                  | Lista Independiente N° 5  | Melecio Unchupaico Vera      |                  | Acción Popular               |
| Saño                      | Celso Salvador Dávila     |                  | Lista Independiente N° 23 | Leoncio Velásquez Apolinario |                  | Unión por el Perú            |
| Sapallanga                | Freddy Miranda Mondargo   |                  | Lista Independiente N° 21 | Mauro Vila Bejarano          |                  | Frente Vecinal Independiente |
| Sicaya                    | Longino Navarro Balvín    |                  | Lista Independiente N° 19 | Godofredo Rodríguez Vivas    |                  | Vamos Vecino                 |
| Viques                    | Pelayo Balbín Palacios    |                  | Lista Independiente N° 5  | Héctor Canchanya Balbín      |                  | Acción Popular               |